# Фенонієвий іон

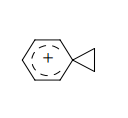
Фенонієвий іон.

Фенонієвий іон (англ. phenonium ion, рос. фенониевый ион) — циклогексадієнільний катіон, спіро-анельований (spiro-annulated) з циклопропановим кільцем. Такі іони становлять окремий субклас аренієвих йонів. 